# The Weakerthans
The Weakerthans é uma banda canadense de indie rock formada em 1997 na cidade de Winnipeg.

## História
Formada em 1997, Winnipeg, Manitoba por John K. Samson, depois que ele deixou a banda de hardcore Propagandhi. John se juntou com o baixista John P. Sutton e o baterista Jason Tait, ambos de Winnipeg, e criaram o The Weakerthans, com um som mais melódico e uma forma introspectiva de composição que seus projetos anteriores.A história da origem do nome da banda, como citado no encarte de Fallow menciona, é uma quota do filme de 1992 "The Lover" ("Go ahead, I’m weaker than you can possibly imagine."/"Vá em frente, eu sou mais fraca do que você pode imaginar.").
O nome da banda também pode se referir a uma citação de Ralph Chaplin em "Solidarity Forever" ("What force on Earth can be weaker than the feeble strength of one?"/"Que força na Terra pode ser mais fraca do que a força fraca de um?") A banda faz alusão a essa linha na canção “Pamphleteer”, do álbum Left and Leaving.
O álbum de estreia da banda, Fallow, foi lançado em 1997 pelo selo G7 Welcoming Committee Records, e recebeu várias críticas positivas dos críticos de música canadenses.[carece de fontes?] O guitarrista Stephen Carroll, ex-Painted Thin, posteriormente, se juntou à banda, e Left and Leaving foi lançado em 2000.

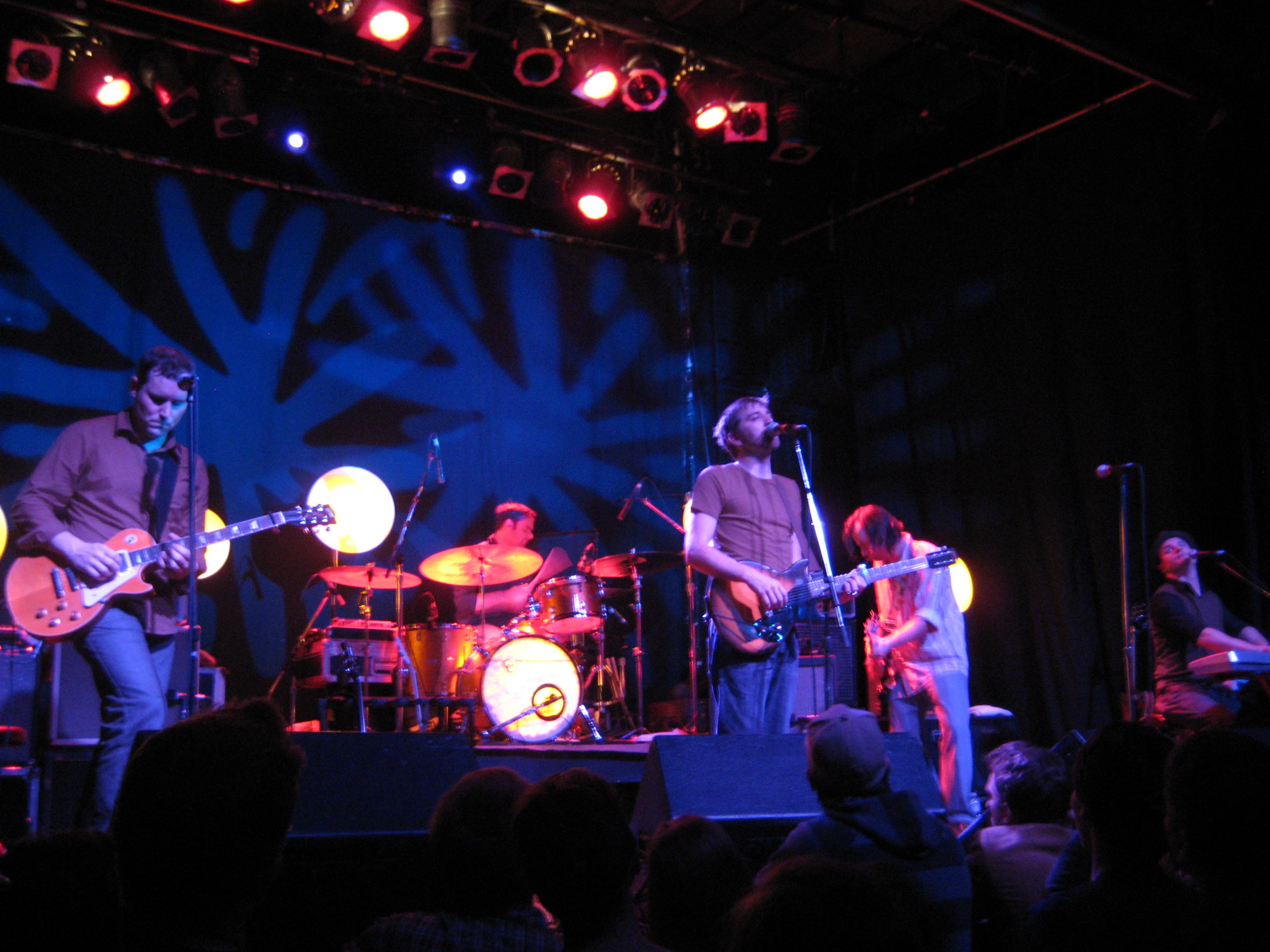
The Weakerthans, com suporte de Jim Bryson, em um concerto de 2007 em Toronto.

Em 2003, a banda se mudou para a Epitaph Records e lançaram o álbum Reconstruction Site. O álbum foi recebido com elogios pelos críticos canadenses e internacionais por sua combinação ambicioso de punk, rock, folk, country e sonetos. Ele também tornou-se o disco mais vendido da banda até a data. Foi o segundo álbum Weakerthans a ser produzido por Ian Blurton.
Sutton, que tocou nos três primeiros álbuns da banda, saiu em agosto de 2004 e foi substituído por Greg Smith.
Em 2005, Left and Leaving foi nomeado um dos dez melhores álbuns canadenses de todos os tempos em uma enquete na revista Chart.
Reunion Tour foi lançado em 25 de setembro de 2007 na América do Norte pela Epitaph Records e ANTI-. A banda lançou um vídeo de "Civil Twilight", que consistia em um único e ininterrupto take da banda em um ônibus trafegando pela cidade de Winnipeg.
A Epitaph também relançou os dois primeiros álbuns da banda, Fallow e Left and Leaving, no Canadá, em 6 de novembro de 2007.
Em uma entrevista de fevereiro de 2009, Samson esclareceu que a banda iria parar por um tempo durante o verão, antes de decidir quando começar a trabalhar em seu próximo álbum. Pouco depois, Samson anunciou uma série de discos solo sobre as estradas de Manitoba, que ele planejava lançar ao longo dos próximos 18 meses. A primeira, City Route 85, foi lançado em 30 de outubro de 2009 a Epitaph e pela ANTI-. Depois do segundo EP, Provincial Road 222, em 2010, o projeto foi abandonado e evoluiu para primeiro álbum solo oficial de Samson, Provincial.
Em janeiro de 2010, a banda anunciou que iria lançar um álbum ao vivo, Live at the Theatre Cummings Burton, em 23 de março. Ao mesmo tempo, eles também anunciaram que estavam gravando material com Jim Bryson para seu álbum The Falcon Lake Incident, que foi lançado em 19 de outubro de 2010.

## Integrantes

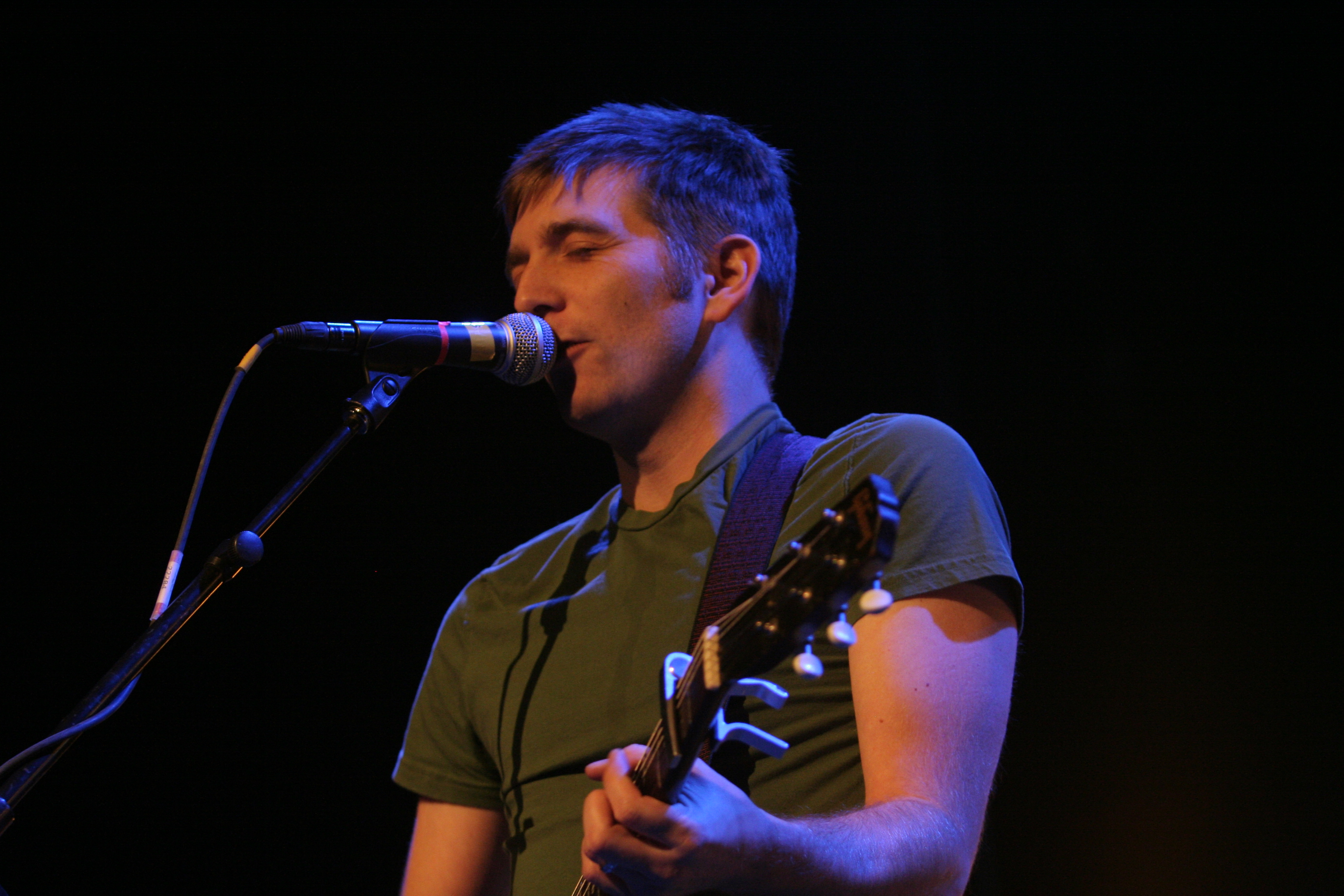
Samson em performance - Winnipeg, dezembro de 2007

### Os membros atuais
- John K. Samson - Voz, Guitarra, Teclados
- Stephen Carroll - Guitarras, Vocais, Teclados
- Greg Smith - Baixo, voz, teclados
- Jason Tait - Bateria, Percussão, Banjo, Vibes, teclados

### Ex-integrantes
- John P. Sutton - Baixo elétrico

## Discografia
- 1997: Fallow
- 2000: Left and Leaving
- 2003: Reconstruction Site
- 2007: Reunion Tour